# Szesnasty Kneset
Szesnasty Kneset – szesnasta kadencja parlamentu Izraela odbywająca się w latach 2003-2006.
Wybory odbyły się 28 stycznia 2003, a pierwsze posiedzenie parlamentu miało miejsce 7 lutego 2003.

## Oficjalne wyniki wyborów
|  | Partia                                                                                    | Głosy      | Procent    | Mandaty (zmiana) | Mandaty (zmiana) |
|  | ----------------------------------------------------------------------------------------- | ---------- | ---------- | ---------------- | ---------------- |
|  | Likud, (ליכוד)                                                                            | 925.279    | 29,39%     | 38               | +19              |
|  | Partia Pracy, (העבודה)                                                                    | 455.183    | 14,46%%    | 19               | -7               |
|  | Szinui, (שינוי)                                                                           | 386.535    | 12,28%     | 15               | +9               |
|  | Szas, (ש"ס)                                                                               | 258.879    | 9,6%       | 12               | -6               |
|  | Unia Narodowa, (האיחוד הלאומי)                                                            | 173.973    | 5,52%      | 7                | +3               |
|  | Merec, (מרצ)                                                                              | 164.122    | 5,21%      | 6                | -4               |
|  | Narodowa Partia Religijna (Mafdal), (מפלגה דתית לאומית-מפד"ל)                             | 132.370    | 4,2%       | 6                | +1               |
|  | Zjednoczony Judaizm Tory, (יהדות התורה)                                                   | 135.087    | 4,29%      | 5                | 0                |
|  | Hadasz (Demokratyczny Front na Rzecz Pokoju i Równości), (החזית הדמוקרטית לשלום ולשוויון) | 93.819     | 2,98%      | 3                | 0                |
|  | Am Echad, (עם אחד)                                                                        | 86.808     | 2,76%      | 3                | +1               |
|  | Balad                                                                                     | 71.299     | 2,26%      | 3                | +1               |
|  | Jisra’el ba-Alijja, (ישראל בעלייה)                                                        | 67.719     | 2,15%      | 2                | -4               |
|  | Zjednoczona Lista Arabska (Ra’am), (רע"ם)                                                 | 65.551     | 2,08%      | 2                | -3               |
|  | Inni                                                                                      | 128.740    | 4,09%      | 0                | –                |
|  | Razem                                                                                     | 3.148.364  | 100,0%     | 120              | –                |
|  | Frekwencja                                                                                | Frekwencja | Frekwencja | Frekwencja       | 63,20%           |

## Posłowie
Posłowie wybrani w wyborach:
| Partia                    | Posłowie |
| ------------------------- | --- |
| Likud                     | Ariel Szaron, Binjamin Netanjahu, Cachi Hanegbi, Silwan Szalom, Dan Nawe, Limor Liwnat, Jisra’el Kac, Gidon Ezra, Na’omi Blumenthal, Uzzi Landau, Gila Gamli’el, Juwal Steinitz, Cippi Liwni, Micha’el Etan, Me’ir Szitrit, Dawid Lewi, Ruchama Awraham, Gidon Sa’ar, Danijjel Benlolo, Micha’el Racon, Madżalli Wahbi, Ja’akow Edri, Ehud Jatom, Eli Aflalo, Mosze Kachlon, Omri Szaron, Micha’el Gorlowski, Inbal Gawri’eli, Gilad Erdan, Roni Bar-On, Jechi’el Chazzan, Ehud Olmert, Le’a Nas, Ze’ew Bojm, Awraham Hirszson, Re’uwen Riwlin, Chajjim Kac, Ajjub Kara |
| Partia Pracy-Meimad       | Amram Micna, Binjamin Ben Eli’ezer, Szimon Peres, Mattan Wilnaj, Awraham Burg, Dalja Icik, Ofir Pines-Paz, Efrajim Sneh, Juli Tamir, Micha’el Melchior, Jicchak Herzog, Chajjim Ramon, Dani Jatom, Etan Kabel, Awraham Szochat, Colette Awital, Szalom Simchon, Orit Noked, Eli Ben-Menachem |
| Szinui                    | Tommy Lapid, Awraham Poraz, Jehudit Na’ot, Josef Paricki, Eli’ezer Sandberg, Wiktor Brailowski, Ilan Szalgi, Meli Poliszuk-Bloch, Reszef Chen, Roni Brizon, Ehud Racabi, Etti Liwni, Ilan Lejbowicz, Chemi Doron, Jigal Jasinow |
| Szas                      | Eli Jiszaj, Szelomo Benizri, Nissim Dahan, Amnon Kohen, Jicchak Kohen, Dawid Azulaj, Meszullam Nahari, Jicchak Waknin, Ja’ir Perec, Nissim Ze’ew, Ja’akow Margi |
| Unia Narodowa             | Awigdor Lieberman, Binjamin Elon, Jurij Sztern, Cewi Hendel, Micha’el Nudelman, Uri Ari’el, Arje Eldad |
| Merec-Jachad              | Josi Sarid, Chajjim Oron, Ran Kohen, Zehawa Galon, Roman Bronfman, Awszalom Wilan |
| Narodowa Partia Religijna | Efi Ejtam, Zewulun Orlew, Sza’ul Jahalom, Jicchak Lewi, Gila Finkelstein, Nisan Slomianski |
| Zjednoczony Judaizm Tory  | Ja’akow Litzman, Awraham Rawic, Me’ir Porusz, Mosze Gafni, Jisra’el Eichler |
| Hadasz                    | Muhammad Baraka, Isam Machul, Ahmad at-Tajjibi |
| Am Echad                  | Amir Perec, Ilana Kohen, Dawid Tal |
| Balad                     | Azmi Biszara, Dżamal Zahalika, Wasil Taha |
| Jisra’el ba-Alijja        | Juli-Jo’el Edelstein, Marina Solodkin |
| Zjednoczona Lista Arabska | Abdulmalik Dehamsze, Taleb El-Sana |

### Zmiany
Zmiany w trakcie kadencji:
| Następca          | Poprzednik        | Partia              | Data             |
| ----------------- | ----------------- | ------------------- | ---------------- |
| Eli’ezer Kohen    | Awigdor Lieberman | Unia Narodowa       | 26 marca 2003    |
| Raleb Madżadele   | Awraham Burg      | Partia Pracy-Meimad | 28 czerwca 2004  |
| Erela Golan       | Jehudit Na’ot     | Szinui              | 16 grudnia 2004  |
| Szemu’el Halpert  | Jisra’el Eichler  | Agudat Israel       | 23 lutego 2005   |
| Salih Tarif       | Amram Micna       | Partia Pracy-Meimad | 23 lutego 2005   |
| Penina Rosenblum  | Cachi Hanegbi     | Likud               | 10 grudnia 2005  |
| Dawid Mena        | Omri Szaron       | Likud               | 5 stycznia 2006  |
| Sofa Landwer      | Awraham Szochat   | Partia Pracy-Meimad | 11 stycznia 2006 |
| Weizman Sziri     | Szimon Peres      | Partia Pracy-Meimad | 17 stycznia 2006 |
| Awraham Jechezkel | Dalja Icik        | Partia Pracy-Meimad | 17 stycznia 2006 |
| Efi Oszaja        | Chajjim Ramon     | Partia Pracy-Meimad | 18 stycznia 2006 |
| Towa Ilan         | Efi Oszaja        | Partia Pracy-Meimad | 21 stycznia 2006 |
| Ronen Cur         | Salih Tarif       | Partia Pracy-Meimad | 22 stycznia 2006 |
| Dani Koren        | Awraham Jechezkel | Partia Pracy-Meimad | 28 stycznia 2006 |
| Esterina Tartman  | Micha’el Nudelman | Nasz Dom Izrael     | 8 lutego 2006    |
| Orna Angel        | Sofa Landwer      | Partia Pracy-Meimad | 8 lutego 2006    |
| Neta Dobrin       | Orna Angel        | Partia Pracy-Meimad | 15 lutego 2006   |
| Ofer Hugi         | Ja’ir Perec       | Szas                | 25 marca 2006    |

## Historia
Najważniejszym wydarzeniem była operacja wycofania żydowskich osadników ze Strefy Gazy. W związku z tym, w parlamencie toczyły się burzliwe sesje.
Kneset zajmował się również polityką gospodarczą i reformą systemu oświaty. Ten Kneset miał najsłabszą opinię publiczną od 1949. Wynikało to głównie z licznych afer gospodarczych posłów, a szczególnie w wyniku podwójnego głosowania w nocy 18 maja 2003, kiedy to przewodniczący parlamentu Re’uwen Riwlin wezwał policję na salę obrad. W wyniku tego skandalu wprowadzono w użycie nowy elektroniczny system liczenia głosów. Utworzono także parlamentarną komisję etyki, której przewodniczył emerytowany sędzia Sądu Najwyższego, profesor Itzchak Zamir.
Podczas zimowej sesji 2004 wystartował kanał telewizji emitujący na żywo obrady parlamentu.

### Trzydziesty rząd(2003-2006)
Trzydziesty rząd został sformowany przez Ariela Szarona w dniu 28 stycznia 2003.
W 2006 obowiązki chorego Szarona przejął Ehud Olmert.